# Amt Kappeln
| Amt in Preußen     | Amt in Preußen      |
| ------------------ | ------------------- |
| Name               | Kappeln             |
| Provinz            | Westfalen           |
| Regierungsbezirk   | Münster             |
| Kreis              | Tecklenburg         |
| Bestandszeitraum   | 1844–1939           |
| Fläche             | 86,6 km²            |
| Einwohner          | 5552 (1939)         |
| Bevölkerungsdichte | 64 Einw./km² (1939) |
| Gemeinden          | 2                   |

Das Amt Kappeln war von 1844 bis 1939 ein Amt im  Kreis Tecklenburg in der preußischen Provinz Westfalen.

## Geschichte
Im Rahmen der Einführung der Landgemeindeordnung für die Provinz Westfalen wurde 1844 im Kreis Tecklenburg aus der Bürgermeisterei Cappeln das Amt Cappeln gebildet. Dem Amt gehörten (in damaliger Schreibweise) die Titularstadt Cappeln sowie die Landgemeinde Cappeln (auch Kirchspiel Cappeln oder später Westerkappeln-Land genannt) an.
Etwa seit den 1880er Jahren wurden die Titularstadt und die Landgemeinde Westerkappeln genannt und das Amt Amt Kappeln.
Am 1. Oktober 1939 wurden die Gemeinden Westerkappeln-Stadt und Westerkappeln-Land zur Gemeinde Westerkappeln zusammengeschlossen. Da das Amt nun nur noch eine Gemeinde umfasste, erlosch es.
Die Gemeinde Westerkappeln war seitdem amtsfrei. Seit 1975 gehört sie zum neuen Kreis Steinfurt.

## Einwohnerentwicklung
| Jahr | Einwohner | Quelle |
| ---- | --------- | ------ |
| 1858 | 4907      | [ 4 ]  |
| 1871 | 4676      | [ 5 ]  |
| 1885 | 4618      | [ 2 ]  |
| 1895 | 4938      | [ 6 ]  |
| 1910 | 4983      | [ 7 ]  |
| 1925 | 5397      | [ 8 ]  |
| 1933 | 5437      | [ 8 ]  |
| 1939 | 5552      | [ 8 ]  |